# 芙蓉泌
芙蓉泌為香港沙田區的一條鄉村。它的村名來歷雖已不可考，但村中父老推斷是與該地長有「芙蓉花」有關。約在二百年前，丘姓太公由廣東省興寧縣南移，其中三子長大後別遷到西貢大老村、大埔樟樹灘及芙蓉泌。村子位於現今的大老山上，但由於交通不便，多已搬離原址。村民以種禾及菜為主，間有養豬，當以自給自足，並有斬柴往九龍城出售賺錢，可能該村太過貧窮之故，所以村童向無受教育之機會。
芙蓉泌於創村時由該村太公初搬來時改的，村名來歷已不可考，但村中父老推斷是與該地長有「芙蓉花」有關，而九約竹枝詞中亦有謂：「芙蓉別外種花園。」故此一推論亦有一定之理由存在；至於「泌」字就更難考據了。該村村民本姓丘，但可能証件登記時弄錯了，於是便成現在的邱姓了。
約在二百年前，丘姓由廣東省興寧縣南移至大埔林村，其中三子長大後分別遷居至西貢大老村、大埔樟樹灘及「芙蓉別」，由太公於「芙蓉別」創村至今已有六代，由最早時的一家增至現在約八十人，仍有五、六間由磚建成的祖屋，但由於交通不便，多已搬離原址。太公於當初選擇立村於大老山上，相信是為了避免盜賊的，但想不到難為了子孫。
村民的經濟活動和別村的大同小異，以種禾及菜為主，間有養豬，當以自給自足，並有斬柴往九龍城出售賺錢。可能該村太過貧窮之故，所以村童向無受教育之機會，極其量只有村中長者於祠堂中教導一二，且男丁在年約八歲左右便需開始幫助家庭工作。